# Jacques-Joseph Champollion
Jacques-Joseph Champollion, bijgenaamd Champollion-Figeac (Figeac, 5 oktober 1778 – Fontainebleau, 9 mei 1867), was een Franse geschiedkundige, taalkundige, paleograaf en bibliothecaris. Hij was de oudere broer (l'aîné) van Jean-François Champollion (bijgenaamd le jeune, "de jonge(re)"); naast zijn eigen wetenschappelijke werk heeft hij dat van zijn broer in belangrijke mate bevorderd.

## Familie
De ouders van Champollion hadden zeven kinderen, waarvan drie dochters en twee zonen de volwassenheid bereikten. Het gezin woonde in Figeac (departement Lot); hun voorouders kwamen uit de omgeving van Grenoble. Champollion trouwde op 1 juli 1807 met Zoé Berriat. Hun zoon Aimé-Louis (1812-1894) schreef later een biografische en bibliografische studie naar zijn familie getiteld Les Deux Champollion (Grenoble, 1887).

## Leven en werk
Na zijn schoolopleiding werkte Champollion enkele jaren in de militaire administratie in Figeac. In 1798 verhuisde hij naar Grenoble, waar hij in eerste instantie werkte in een bedrijf van zijn neven. Hij raakte bevriend met Joseph Fourier, die in 1802 tot prefect van het departement Isère was benoemd en in 1798-1801 als geleerde de Expeditie van Napoleon naar Egypte had meegemaakt. Champollion werd in december 1803 benoemd tot lid van de Société des Arts et de Sciences de Grenoble, en Fourier betrok hem vanaf 1804 bij het uitgeven van de Description de l'Égypte, een omvangrijk werk dat vele jaren in beslag nam. In deze periode ontdekte hij ook de zesde-eeuwse crypte van Saint Oyand onder de kerk van Sint Laurentius in Grenoble. 
Vanaf 1808 was hij verbonden aan de stadsbibliotheek van Grenoble, eerst als adjunct-bibliothecaris, vanaf 1812 als hoofdbibliothecaris. In 1810 werd hij docent Oudgriekse literatuur en decaan van de letterenfaculteit aan de Universiteit van Grenoble. Daarnaast nam hij examens af aan de militaire officiersopleiding van Saint-Cyr. In 1813 werd hij burgemeester van Valjouffrey, een dorp in de omgeving van Grenoble. Tijdens de Honderd Dagen (1815) werd hij op verzoek van Napoleon uitgever van het Journal de l'Isère.
Vanwege zijn connectie met Napoleon werd hij na diens val in 1815 uit zijn functies gezet. In maart 1816 werd hij verbannen uit Grenoble. 
Op grond van Champollions wetenschappelijke verdiensten, met name de publicatie van Annales des Lagides (1819, tweede deel in 1821), werd hem eerherstel gegund. In 1828 werd hij benoemd tot conservator van de manuscripten van de Koninklijke Bibliotheek (nu: Nationale Bibliotheek) in Parijs. In 1830 werd hij benoemd tot hoogleraar paleografie aan de École nationale des chartes, en fungeerde als directeur van het instituut. 
Bij de Februarirevolutie (1848) werd hij opnieuw uit zijn betrekkingen ontzet. Weer volgde eerherstel; vanaf 1849 was hij bibliothecaris van de belangrijke bibliotheek van het kasteel van Fontainebleau. Deze functie bekleedde hij tot zijn dood in 1867. 
Champollion had een grote invloed op de wetenschappelijke ontwikkeling van zijn twaalf jaar jongere broer. Door zijn werk aan de Description de l'Égypte en zijn connectie met Joseph Fourier kwam Champollion le jeune in aanraking met (de studie van) het oude Egypte. Hoewel Champollion-Figeac zelf zeer erudiet was, bleef hij soms op de achtergrond om zijn broer vooruit te helpen. Na diens voortijdige overlijden in 1832 gaf hij zijn onvoltooide manuscripten uit, met name de Grammaire égyptienne, 1836. Aan verschillende werken had hij zelf ook bijgedragen.

### Lidmaatschappen en onderscheidingen
- 1812: corresponderend lid van de Academie van Wetenschappen van Göttingen[1]
- 1814: corresponderend lid van het Institut de France, afdeling Académie des inscriptions et belles-lettres
- 1815: ridder in het Legioen van Eer; 1828: opnieuw ridder; 1866: officier
- 1825: corresponderend lid van de Academie van Wetenschappen van Turijn (afdeling Scienze morali, storiche e filologiche)
- 1832: ridder in de Orde van Sint-Mauritius en Sint-Lazarus
- 1832-1851: corresponderend lid van de Koninklijke Nederlandse Akademie van Wetenschappen[2]

## Publicaties (keuze)
- Antiquités de Grenoble ou Histoire ancienne de cette ville d'après ses monumens. Imprimerie J.H. Peyronard, Grenoble, 1807.
- Nouvelles recherches sur les patois ou idiomes vulgaires de la France et en particulier sur ceux du département de l'Isère. Goujon, Paris, 1809.
- Nouveaux éclaircissemens sur la ville de Cularo, aujourd'hui Grenoble. Imprimerie J.B. Sajou, Paris, 1814.
- Annales des Lagides, ou Chronologie des rois grecs d'Égypte, successeurs d'Alexandre-le-Grand. Le Normant e.a., Paris, 1819; supplement 1821.
- Nouvelles recherches sur la ville gauloise d'Uxellodunum, assiégée et prise par J. César, rédigées d'après l'examen des lieux et des fouilles récentes, et accompagnées de plans topographiques et de planches d'antiquités. Imprimerie royale, Paris, 1820.
- Archéologie, ou Traité des antiquités, monuments de l'art, etc. Paris, 1833.
- Chartes latines sur papyrus du VIe siècle de l'ère chrétienne. Firmin Didot, 1835-1841.
- L'Égypte ancienne (collection "L'Univers - Histoire et description de tous les peuples"). Firmin Didot, Paris, 1839 (en herdrukken).
- Traité élémentaire d'archeologie (2e, uitgebreide editie), Fournier, Paris, 1843.
- L'écriture démotique égyptienne. Clouet, Paris, 1843.
- Histoire de la Perse (serie "Histoire des peuples anciens et modernes": Asie orientale). Paris, 1857 (en herdrukken).
- Monographie du palais de Fontainebleau. A. Morel, Paris, 1863-1885.

## Nalatenschap
In het huis van Jacques-Joseph Champollion in Vif, buiten Grenoble, is een museum gevestigd dat gewijd is aan de broers Jean-François en Jacques-Joseph (heropend in juni 2021).
Champollions zoon Aimé-Louis (1812-1894) publiceerde een biografie van zijn familie: Les Deux Champollion (Grenoble, 1887).
- Bibsys: 1080851
- Biblioteca Nacional de España: XX1425272
- Bibliothèque nationale de France: cb12174688x (data)
- Gemeinsame Normdatei: 119259966
- International Standard Name Identifier: 0000 0001 1031 6744
- Library of Congress Control Number: n80019633
- Base Léonore: LH//476/56
- Nationale Bibliotheek van Tsjechië: mzk2009532485
- Nationale bibliotheek van Australië: 35714365
- Nationale Bibliotheek van Israël: 987007259781105171
- Nederlandse Thesaurus van Auteursnamen: 071677100
- LIBRIS: 377383
- SNAC: w6bk28v2
- Système universitaire de documentation: 030302676
- Trove: 1054248
- Virtual International Authority File: 100169796
- WorldCat: E39PBJB4ghPgfJDDDhYqmfCJDq